# Molophilus bunyipensis
Molophilus bunyipensis är en tvåvingeart som beskrevs av Alexander 1931. Molophilus bunyipensis ingår i släktet Molophilus och familjen småharkrankar. Inga underarter finns listade i Catalogue of Life.